# سيث اندروز
سيث اندروز (بالإنجليزية: Seth Andrews)‏ هو كاتب أمريكي، ولد في 12 أبريل 1968 في تلسا في الولايات المتحدة.Seth Andrews Biography

## وصلات خارجية
- الموقع الرسمي